# Powerball (Австралія)
Powerball (Австралія) — лотерея, якою керує Tatts Group під основним брендом Lott та її ліцензованими дочірніми компаніями, включаючи New South Wales Lotteries у Новому Південному Уельсі та Австралійській столичній території, Tattersalls у Вікторії та Тасманії, Golden Casket у Квінсленді та South Australian Lotteries у Південній Австралії. Lotterywest, що належить уряду, керує лотереєю в Західній Австралії.
27 жовтня 2022 року найбільший джекпот у австралійському Powerball склав 160 мільйонів австралійських доларів. Більшість виграшних джекпотів не розподіляються між кількома квитками. В Австралії потрібно мінімум три числа, це два звичайних числа плюс Powerball. Австралійські переможці завжди отримують одноразові однакові виграші.
Вперше гру було оновлено 1 березня 2013 року; розіграш шести звичайних чисел із 40 лотерейних куль плюс Powerball з 20 лотерейних куль. Це також дозволило запровадити 8-й призовий дивізіон (два головних числа плюс Powerball). Інші зміни включають збільшення на 10 центів за гру та введення опції (QuickHit40), яка «перевертає» 40 Powerballs, хоча й не гарантує приз.
Поточний формат Powerball був представлений 19 квітня 2018 року з використанням двох розіграшів Smartplay Halogen II з наміром запропонувати більші джекпоти та створити більше загальних переможців. У кожному розіграші сім звичайних номерів вибираються з пулу з 35, тоді як додатковий Powerball продовжує розігруватися з окремого пулу з 20 лотерейних куль. Додано новий, 9-й призовий дивізіон. Щоб увімкнути новий формат, вартість записів Powerball була збільшена.